# Race of the Classics
De Race of the Classics (kortweg de Rees) is een jaarlijkse zeilwedstrijd. Er zijn twee edities: sinds 1989 in april voor studenten verbonden aan Nederlandse hogescholen of universiteiten en sinds 2006 in oktober voor 'Young Professionals' werkzaam bij toonaangevende (inter)nationale bedrijven.
Tijdens de zeilrace wordt er met klassieke zeilschepen getracht de Noordzee over te varen naar Ipswich, Engeland, en weer terug. De start van de race vindt plaats bij de Veerhaven in Rotterdam en het einde van de race vindt plaats in Amsterdam. De Race of the Classics bestaat sinds 1989.